# Breda Mod. 38
La Breda Mod. 38 è una mitragliatrice da carro armato italiana della Seconda guerra mondiale. Poteva essere montata sui carri armati allora in uso, l'L6/40, l'M11/39 e  l'M13/40.

## Sviluppo
L'arma è la versione veicolare della Breda Mod. 37 campale per l'uso da parte della fanteria. Poteva essere anche usata dalla fanteria montandola su un treppiede con uno speciale adattatore e installando un mirino posteriore ed uno anteriore temporanei, sul lato destro della canna. Queste mire prendono il posto del mirino ottico della versione da carro armato.

## Tecnica

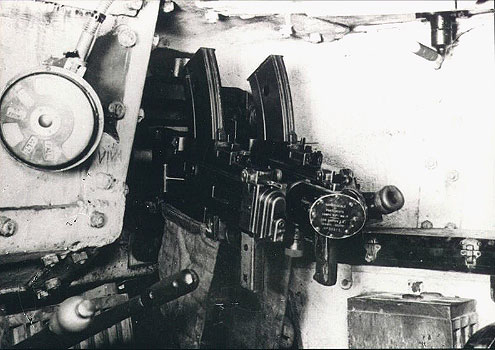
Mod. 38 binate installate in casamatta sul carro armato M13/40

La mitragliatrice è raffreddata ad aria, funzionante a sottrazione di gas. L'insieme è abbastanza semplice, ed è facile da smontare e mantenere. La canna è sufficientemente pesante (4,5 kg) da permettere all'arma di sparare molti colpi in successione senza che si surriscaldi. Tecnicamente, differisce dalla Mod. 37 oltre che per la canna più corta, per l'impugnatura a pistola con gruppo di scatto a grilletto ed alimentazione da bocchetta superiore con caricatori da 24 colpi. I bossoli sparati vengono raccolti in un sacco raccogli-bossoli nella parte inferiore del castello. L'otturatore è a prisma ed il percussore è fisso.
L'arma veniva montata sia su supporto contraereo, sia in installazione binata, come sui carri della serie M. In questo caso ogni arma poteva essere indifferentemente montata a destra o a sinistra grazie alla reversibilità del carrello.